# GSC4049-744
GSC4049-744 — хімічно пекулярна зоря спектрального класу B8, що має видиму зоряну величину в смузі V приблизно  9,4.

## Пекулярний хімічний вміст
Зоряна атмосфера HD  4810 має підвищений вміст 
Si
.